# Касапско мезе
Kасапско мезе е едно от имената ползвани за обозначаване на традиционно българско предястие, ползвано и като мезе, закуска или добавка към сандвичи.
В съвременните си варианти на приготвяне представлява размачкано сирене с добавена мазнина (олио, или зехтин, или краве масло) и червен пипер. В някои рецепти се добавят и някакъв нарязан на ситно лук (кромид или праз, а понякога – и от двата вида).
Заради минималистичния начин на съвремените рецепти за касапското мезе, то често бива наричано „касапско сирене“ (или „сирене по касапски“), което довежда до съвсем отдалечен от традиционния вид на предястието начин за поднасяне, като нарязано на кубчета сирене поръсено с червен пипер и залято с олио или зехтин.
Традиционния начин за приготвяне на предястието е бил сходен с представите ни за типична „млечна лютеница“. Основните компоненти са били скълцани, печени червени чушки (заменени с червен пипер), сгорещена мазнина (най-често краве масло), кисело мляко, овче или меко краве сирене и подправки. Понякога разядката се е доовкусявала с чеснов лук, но това изрично е било уточнявано (чесново касапско мезе), или ако е лютиво (люто касапско мезе), означава че са добавяни люти чушки (или друга лютевина, примерно – чер пипер).
Не е известна традиционна рецепта за разядката, в която да се поставя праз или кромид лук.
Алтернативен начин за приготвяне е бил, като червените чушки вместо да се пекат, се надробяват на дребно, запържват се в тиган, и както са в тигана с мазнината – се заливат с домашно приготвен катък (смес от кисело мляко и/или извара с натрошено бяло сирене).
Този начин е директна заемка от турската кухня, където почти по същия начин се приготвя ястие наричано „чобан кутлуди/кютлюси“ (овчарска подправка, вкуснотия).
Повлияни от този начин за приготвяне, в периода на „Социалистичска България“ се правят индустриални опити за производство, а резултатът е поява на съвсем нов продукт – топено сирене с име „Овчарче“.